# کریستوفر واتسون گریدی
کریستوفر واتسون گریدی (انگلیسی: Christopher W. Grady؛ زادهٔ ۲۸ نوامبر ۱۹۶۲) ادمیرال نیروی دریایی ایالات متحده آمریکا است که از سال ۲۰۲۱ به‌عنوان دوازدهمین جانشین رئیس ستاد مشترک فعالیت می‌کند و از فوریه تا آوریل ۲۰۲۵ سرپرست رئیس ستاد مشترک نیروهای مسلح ایالات متحده آمریکا بود.
گریدی فعالیت نظامی را از سال ۱۹۸۴ آغاز کرد و تا پیش از سال ۲۰۱۱ فرماندهی کشتی‌های یواس‌اس کول، یواس‌اس اردنت و یواس‌اس چیف را برعهده داشت. او از ۲۰۱۱ تا ۲۰۱۴ مدیر عملیات دریایی ناوگان اقیانوس آرام ایالات متحده بود، از ۲۰۱۴ تا ۲۰۱۵ فرماندهی ناو گروه ضربت ۱ را برعهده داشت و از ۲۰۱۵ تا ۲۰۱۶ به‌عنوان فرمانده نیروی دریایی اقیانوس اطلس فعالیت می‌کرد. 
وی در فاصله سال‌های ۲۰۱۶ تا ۲۰۱۸ فرمانده ناوگان ششم ایالات متحده آمریکا و با حفظ سمت فرمانده نیروهای ضربت و پشتیبانی نیروی دریایی ناتو بود و از ۲۰۱۸ تا ۲۰۲۱ فرماندهی نیروهای ناوگان ایالات متحده را برعهده داشت.